# 詹姆斯·赖斯顿
詹姆斯·巴雷特·赖斯顿（英語：James Barrett Reston，1909年11月3日—1995年12月6日）是美国记者。曾担任《纽约时报》伦敦、华盛顿的分社记者、专栏作家。曾采访中国总理周恩来。

## 作品
- 《Prelude to Victory》（1942年）
- 《The Artillery of the Press》（1967年）
- 《Sketches in the Sand 》（1967年）
- 《Deadline》（1991年）